# Changes (álbum de Justin Bieber)
Changes é o quinto álbum de estúdio do cantor canadense Justin Bieber. Foi lançado em 14 de fevereiro de 2020 pela Def Jam Recordings e RBMG. O álbum contém participações de Quavo, Post Malone, Clever, Lil Dicky, Travis Scott, Kehlani e Summer Walker, com produção incluindo Adam Messinger, The Audibles, Boi-1da, Harv, Nasri, Poo Bear, Sasha Sirota, Tainy e Vinylz. É principalmente um álbum de R&B, pop e electro-R&B com elementos trap.
Changes foi precedido por dois singles: "Yummy" foi lançada como o primeiro single em 3 de janeiro de 2020, que estreou e atingiu o número dois na Billboard Hot 100. "Intentions" com participação de Quavo do trio de hip-hop Migos, foi lançada como o segundo single em 7 de fevereiro de 2020. Em 28 de janeiro de 2020, "Get Me", com participação da cantora americana Kehlani, foi lançada como um single promocional. Para a promoção adicional do álbum, uma série de documentário de Bieber, Justin Bieber: Seasons estreou em 27 de janeiro de 2020. A série foi descrita como um olhar profundo em seu processo de criação musical. Em 8 de fevereiro de 2020, Bieber realizou sua primeira performance no Saturday Night Live em sete anos. Changes será promovido na Changes Tour.
Changes estreou no topo da parada Billboard 200 dos EUA, vendendo um total de 231.000 unidades equivalentes ao álbum em sua primeira semana, o que foi consideravelmente menor do que as vendas da primeira semana de Purpose (2015) no país, que vendeu 649.000 unidades. Changes recebeu críticas mistas dos críticos musicais, que foram favoráveis à performance vocal de Bieber e certos elementos da produção, mas criticaram o lirismo do álbum e a falta de variação entre as canções. Semelhante a Purpose, Bieber lançou uma série de vídeos de dança para cada faixa do álbum, intitulada "Changes: The Movement".

## Antecedentes
Em 2019 no Coachella Valley Music and Arts Festival, Bieber se juntou a Ariana Grande no palco para apresentar "Sorry", ele então anunciou que um álbum seria lançado em breve. Em 27 de outubro de 2019, Bieber anunciou que só lançaria seu próximo álbum de estúdio antes do Natal se seu post no Instagram atingir 20 milhões de curtidas. No entanto, a postagem foi excluída e o lançamento foi adiado. Em vez disso, o cantor iniciou oficialmente a era na véspera de Natal de 2019 anunciando o single principal do álbum, "Yummy", suas datas de turnê e com um trailer do álbum no YouTube. Em sequência, lançou o single Intentions com participação do rapper Quavo no dia 7 de fevereiro. Uma semana depois, Justin lançaria o álbum completo.

## Lançamento e promoções
O primeiro single "Yummy" foi lançado em 3 de janeiro de 2020 e alcançou o top 10 em vários países, estreando no número dois da parada Billboard Hot 100 nos Estados Unidos. O título do álbum e a capa foram revelados em 28 de janeiro de 2020. O anúncio foi acompanhado pelo lançamento da música "Get Me", com a cantora americana Kehlani.

### Justin Bieber: Seasons
A série documental de 10 episódios, Justin Bieber: Seasons estreou em 27 de janeiro de 2020, compartilhando informações sobre sua carreira e detalhando seu retorno à música depois de cancelar a etapa do estádio americano de sua Purpose World Tour em 2017. A série foi descrita como uma visão aprofundada de seu processo de criação musical.

### Changes Tour
O álbum será promovido na Changes Tour. A turnê terá início em 14 de maio de 2020, em Seattle, no CenturyLink Field.

## Análise da crítica
| Críticas profissionais    | Críticas profissionais |
| Pontuações agregadas      | Pontuações agregadas   |
| Fonte                     | Avaliação              |
| ------------------------- | ---------------------- |
| Metacritic                | 57/100                 |
| Avaliações da crítica     |                        |
| Fonte                     | Avaliação              |
| Rolling Stone             | 7/10                   |
| The Guardian              | }                      |
| Pitchfork                 | 4.5/10                 |
| Rolling Stone             | [ 24 ]                 |
| New Musical Express (NME) | [ 25 ]                 |

Em geral, Changes recebeu críticas mistas dos críticos de música. No Metacritic, que atribui uma classificação normalizada de 100 a críticas de publicações populares, o álbum recebeu uma pontuação média ponderada de 57, com base em 15 críticas.

## Lista de faixas
Lista de faixas adaptadas do Apple Music.
| N.º            | Título                                        | Compositor(es) | Produtor(es)                                  | Duração |  |
| 1.             | "All Around Me"                               | Justin Bieber Jason Boyd Sasha Sirota | Poo Bear Sirota                               | 2:16    |  |
| 2.             | "Habitual"                                    | Bieber J. Boyd Marco Masís Joshua Gudwin                                                                                                  | Poo Bear Gudwin Tainy                         | 2:48    |  |
| 3.             | "Come Around Me"                              | Bieber J. Boyd Robin Weisse Dominic Jordan] Jimmy Giannos                                                                                 | Poo Bear The Audibles                         | 3:20    |  |
| 4.             | "Intentions" (com part. de Quavo)             | Bieber Quavious Marshall J. Boyd Jordan Giannos                                                                                           | Poo Bear The Audibles                         | 3:32    |  |
| 5.             | "Yummy"                                       | Bieber Ashley Boyd J. Boyd Daniel Hackett Sirota                                                                                          | Poo Bear Kid Culture Sirota                   | 3:28    |  |
| 6.             | "Available"                                   | Bieber J. Boyd Bernard Harvey JaVale McGee A. Boyd Derrick Milano                                                                         | Harv Pierre Poo Bear                          | 3:15    |  |
| 7.             | "Forever" (com part. de Post Malone e Clever) | Bieber Austin Post Joshua Huie J. Boyd Louis Bell Harvey Ali Darwish Billy Walsh                                                          | Harv Poo Bear                                 | 3:39    |  |
| 8.             | "Running Over" (com part. de Lil Dicky)       | Bieber David Burd Robin Weisse J. Boyd Jordan Giannos Joshua Mbewe                                                                        | Poo Bear The Audibles Laxcity                 | 2:59    |  |
| 9.             | "Take It Out on Me"                           | Bieber J. Boyd Daniel Hackett Majid Al Maskati Maneesh Bidaye Benjamin Bush Daniel Daley Stephen Garrett Anthony Jefferies Timothy Mosley | Poo Bear Kid Culture                          | 2:58    |  |
| 10.            | "Second Emotion" (com part. de Travis Scott)  | Bieber Jacques Webster II J. Boyd Jordan Giannos                                                                                          | Poo Bear The Audibles                         | 3:22    |  |
| 11.            | "Get Me" (com part. de Kehlani)               | Bieber Anderson Hernandez J. Boyd Jun Ha Kim Matthew Samuels                                                                              | Boi-1da Cvre Poo Bear Vinylz Jahaan Sweet [a] | 3:05    |  |
| 12.            | "E.T.A."                                      | Bieber J. Boyd Philip Beaudreau Tom Strahle Gudwin                                                                                        | Poo Bear Gudwin Beaudreau Strahle             | 2:56    |  |
| 13.            | "Changes"                                     | Bieber J. Boyd Nasri Atweh Adam Messinger                                                                                                 | Poo Bear The Messengers                       | 2:15    |  |
| 14.            | "Confirmation"                                | Bieber J. Boyd Moses Samuels Olaniyi Akinkunmi                                                                                            | Poo Bear Sons of Sonix                        | 2:50    |  |
| 15.            | "That's What Love Is"                         | Bieber J. Boyd Sirota Courtney Sills | Poo Bear Sirota                               | 2:45    |  |
| 16.            | "At Least for Now"                            | Bieber J. Boyd Joshua Williams Harvey | Poo Bear Harv Williams                        | 2:29    |  |
| Duração total: | Duração total:                                | Duração total: | Duração total:                                | 47:56   |  |

| Faixa bônus do download digital e da versão japonesa |                                                            |                             |         |  |
| N.º                                                  | Título                                                     | Produtor(es)                | Duração |  |
| 17.                                                  | "Yummy (Summer Walker Remix)" (com part. de Summer Walker) | Poo Bear Kid Culture Sirota | 3:29    |  |
| Duração total:                                       | Duração total:                                             | Duração total:              | 51:25   |  |

| DVD bônus da edição deluxe do Japão |                       |                |         |  |
| N.º                                 | Título                | Produtor(a)    | Duração |  |
| 1.                                  | "Yummy" (vídeoclipe)  |                | 3:50    |  |
| 2.                                  | "Yummy" (lyric vídeo) |                | 3:23    |  |
| Duração total:                      | Duração total:        | Duração total: | 7:13    |  |

Notas
- ↑a  significa um produtor adicional

## Desempenho nas tabelas musicas
| Tabela musical (2020)              | Melhor posição |
| ---------------------------------- | -------------- |
| Austrália (ARIA Charts)            | 2              |
| Áustria (Ö3 Austria Top 40)        | 2              |
| Bélgica (Ultratop de Flandres)     | 3              |
| Bélgica (Ultratop de Valônia)      | 5              |
| Canadá (Billboard Canadian Albums) | 1              |
| Chéquia (ČNS IFPI)                 | 1              |
| Dinamarca (Hitlisten)              | 3              |
| Países Baixos (MegaCharts)         | 1              |
| Estónia (Eesti Tipp-40)            | 1              |
| Finlândia (IFPI)                   | 5              |
| França (SNEP)                      | 9              |
| Alemanha (Offizielle Top 100)      | 4              |
| Hungria (MAHASZ)                   | 24             |
| Irlanda (Irish Albums Chart)       | 2              |
| Itália (FIMI)                      | 7              |
| Japão (Oricon)                     | 16             |
| México (AMPROFON)                  | 2              |
| Nova Zelândia (Recorded Music NZ)  | 2              |
| Noruega (VG-lista)                 | 2              |
| Polónia (ZPAV)                     | 7              |
| Portugal (AFP)                     | 2              |
| Escócia (Scottish Albums Chart)    | 5              |
| Coreia do Norte (Gaon)             | 81             |
| Espanha (PROMUSICAE)               | 2              |
| Suécia (Sverigetopplistan)         | 1              |
| Suíça (Schweizer Hitparade)        | 1              |
| Reino Unido (UK Albums Chart)      | 1              |
| Estados Unidos (Billboard 200)     | 1              |

## Certificações e vendas
| Região | Certificação | Vendas  |
| --- | ------------ | ------- |
| Canadá (Music Canada) | Ouro         | 40,000‡ |
| Japão | —            | 739,397 |
| Dinamarca (IFPI Dinamarca) | Ouro         | 10,000‡ |
| Nova Zelândia (RMNZ) | Ouro         | 7,500‡  |
| *vendas baseadas apenas na certificação ^distribuições baseadas apenas na certificação ‡números de vendas+streaming baseados apenas na certificação |              |         |

## Históricos de lançamentos
| Local | Data                    | Formatos                      | Gravadora | Ref.          |
| ----- | ----------------------- | ----------------------------- | --------- | ------------- |
| Mundo | 14 de fevereiro de 2020 | CD Download digital streaming | Def Jam   | [ 26 ]        |
| Mundo | 13 de março de 2020     | fita cassete disco de vinil   | Def Jam   | [ 45 ] [ 46 ] |